# Wisłok
Wisłok – rzeka w południowo-wschodniej Polsce, lewy dopływ Sanu, o długości 228 km i powierzchni dorzecze 3528 km².

## Nazwa
Wisłok, jak udowadnia Wanda Daszykowska-Ruszel, swoją nazwę wiedzie od języka praindoeuropejskiego, od wyrazu veis, oznaczającego coś ciekłego, płynącego. Z tego źródłosłowu pochodzi nazwa Wisły, Wisełki, Wisłoki i Wisłoka.

## Położenie
Wisłok to rzeka górska, o wartkim biegu i skalistym podłożu oraz z licznymi przełomami. Wypływa na wysokości 770 m n.p.m. w Beskidzie Niskim, ze stoków Wielkiego Bukowca. W górnym biegu tworzy przełomy, w środkowym meandruje; Przepływa przez Pogórze Bukowskie, Doły Jasielsko-Sanockie, Kotlinę Sandomierską. Na przełomie Wisłoka w Rudawce Rymanowskiej znajduje się Ściana Olzy i Jar Wisłoka; W Sieniawie k. Beska w latach 1971–1978 wybudowano na rzece Wisłok zaporę wodną o długości 174 m i wysokości maksymalnej 38 m – powstał zbiornik retencyjny o powierzchni maksymalnej 131 hektarów. Poniżej jego Jar Wisłoka. Na stokach ścian Olzy znajduje się największa w polskich Karpatach odkrywka łupków menilitowych.

## Historia
Do roku 1340 Wisłok był rzeką graniczną między państwem Kazimierza Wielkiego a Księstwem Halickim. W okresie zaborów (1772-1914) na Sanie oraz Wisłoku znajdowała się granica administracyjna między Galicją Zachodnią a Wschodnią.
Pierwsze ślady osadnictwa sięgają 3000 lat wstecz. Nad rzeką w okolicach miejscowości Zarszyn na leśnej drodze na głębokości 10 cm znaleziono miecz datowany na okres 1100-1200 p. n.e.1
Rozwój osadnictwa nad Wisłokiem przypada na połowę XIV wieku. Wtedy to doszło do lokacji 20 wsi na prawie niemieckim w ziemi sanockiej i przemyskiej. Jedna z większych etnicznych wysp niemieckich powstała za panowania Ludwika Węgierskiego. Obejmowała ona Łańcut i 9 wsi na południe od miasta. Wyspa ta utrzymywała swoją odrębność etniczną aż po XVI wiek, i dopiero wówczas zaczęła się polonizować, ale np. wieś Markowa utrzymała swoją niemieckość do XVIII wieku. Tradycja kolonizacji niemieckiej w dorzeczu Wisłoki i Wisłoka utrwaliła się w świadomości jeszcze w połowie XIX wieku.
W okresie I wojny światowej od 8 do 10 maja 1915 rzeka na odcinku od Odrzechowej do Beska stanowiła linię oporu wojsk rosyjskich (m.in. kozaków dońskich) przed nacierającymi od zachodu pułkami austriacko-niemieckimi. W nocy z 9 na 10 maja pułki bośniackie usiłowały kilkakrotnie sforsować Wisłok w Besku, w miejscu gdzie rzeka płynie głębokim jarem. Rosjanie bronili się zawzięcie, za każdym razem wstrzymując natarcie. [...] Ponieważ Wisłok pod Beskiem okazał się przeszkodą nie do sforsowania, piechota bawarska 10 dywizji uderzyła przez Wzdów na pola jaćmiersko-góreckie, gdzie szturmem na bagnety przełamała pozycje rosyjskie, a straż tylna obsadziła pozycje wzdłuż drogi Zarszyn-Odrzechowa. [...] Przez Zarszyn w kierunku Sanoka maszerowały w tym czasie pułki polskie w służbie austriackiej, a więc 10 i 45pp, czyli te same regimenty, którym nie dane było zejść z gór w dolinę na święta Bożego Narodzenia.
Do lat 30. XX wieku Wisłok był rzeką spławną. Pływały po niej szkuty z drewnem do Strzyżowa, a wcześniej okoliczna szlachta, uprawiane przez siebie zboża, spławiała szkutami przez Wisłok, San i Wisłę, aż do Gdańska.

## Dopływy Wisłoka
- Moszczaniec (potok)
- Wisłoczek (potok)
- Pielnia
- Rudzinka
- Tabor (rzeka)
- Lublica (potok)
- Lubatówka (struga)
- Lubcza
- Olszyny (struga)
- Pstrągówka (potok)
- Stobnica
- Strug (rzeka)
- Mikośka
- Mrowla (rzeka)
- Sawa (dopływ Wisłoka)
- Mleczka
- Leszczynka (struga)
- Przyrwa
- Kopytko (potok)

## Miejscowości położone nad Wisłokiem
W kolejności od źródła do ujścia nad Wisłokiem, są położone następujące miejscowości:

- Wisłok Wielki
- Puławy
- Rudawka Rymanowska
- Sieniawa
- Mymoń
- Besko
- Trześniów
- Bzianka
- Haczów
- Iskrzynia
- Krościenko Wyżne
- Krosno
- Odrzykoń
- Bratkówka
- Wojkówka
- Łączki Jagiellońskie
- Łęki Strzyżowskie
- Twierdza
- Kobyle
- Frysztak
- Markuszowa
- Dobrzechów
- Strzyżów
- Żarnowa
- Glinik Charzewski
- Glinik Zaborowski
- Zaborów
- Czudec
- Babica
- Zarzecze
- Rzeszów
- Trzebownisko
- Jasionka
- Terliczka
- Łukawiec
- Czarna
- Wola Mała
- Wola Dalsza
- Smolarzyny
- Białobrzegi
- Świętoniowa
- Gniewczyna Tryniecka
- Chodaczów
- Wólka Małkowa
- Tryńcza
- Głogowiec
- Dębno

## Galeria

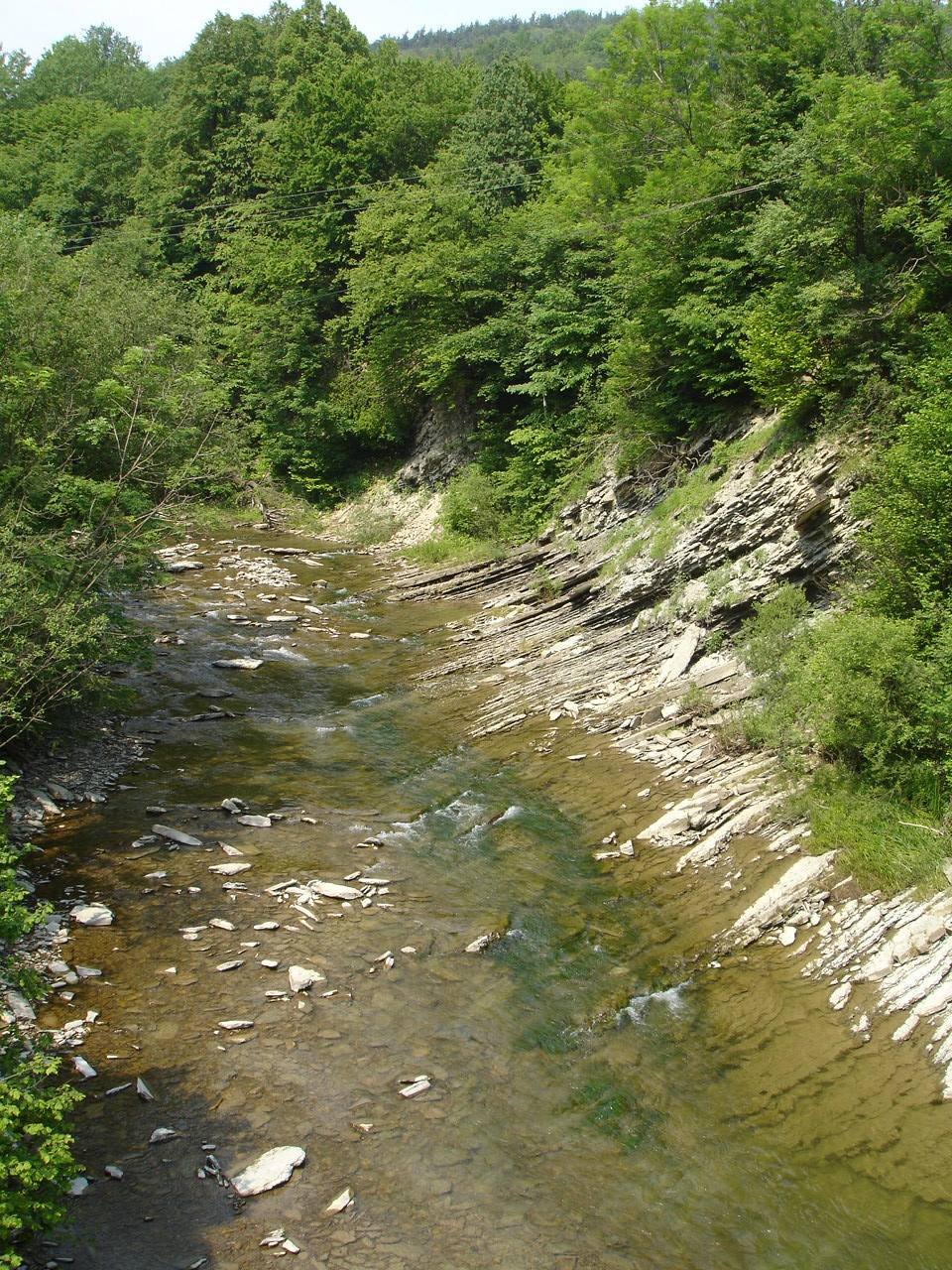
Wisłok w Puławach
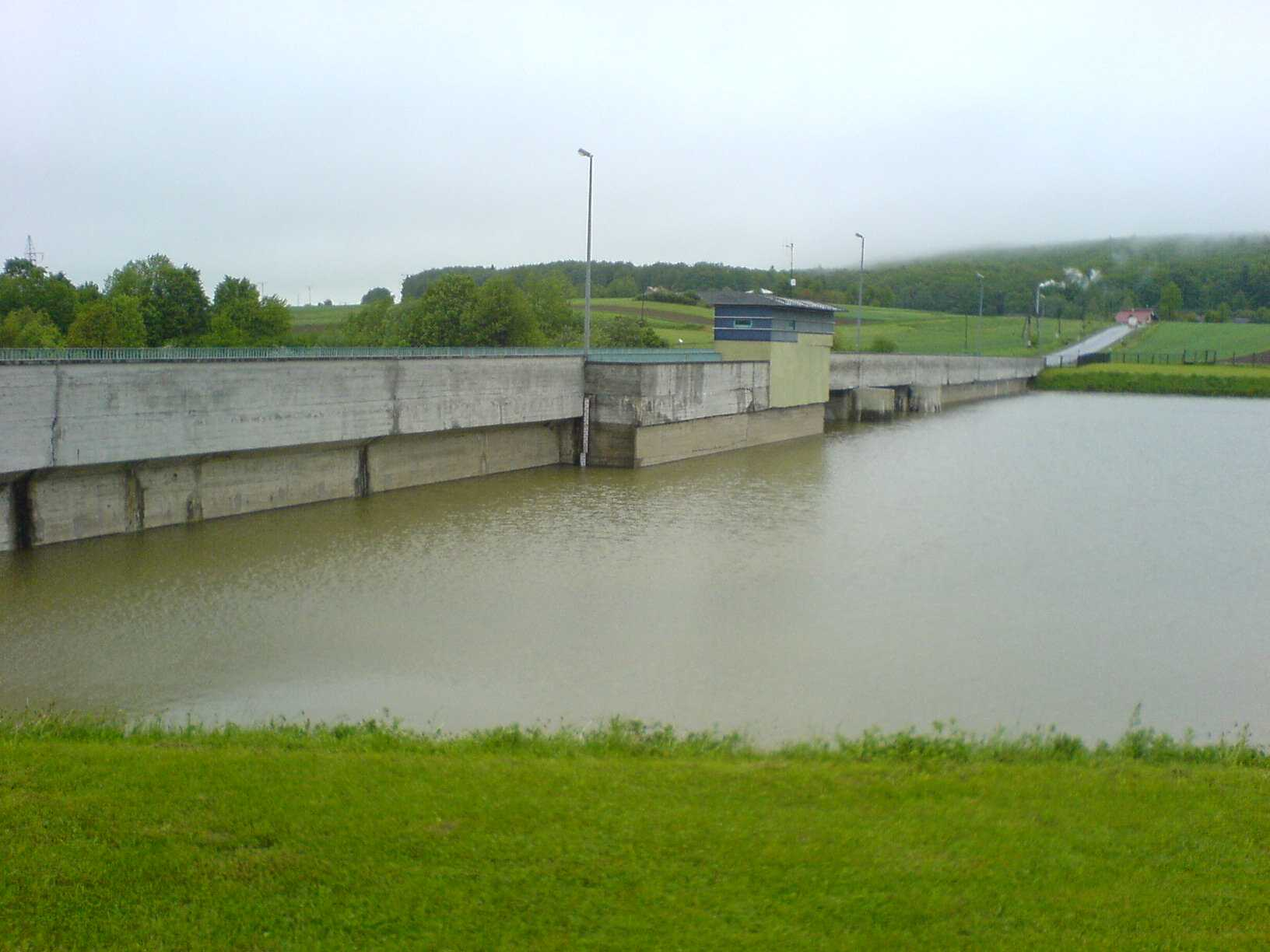
Zapora na rzece Wisłok w Sieniawie
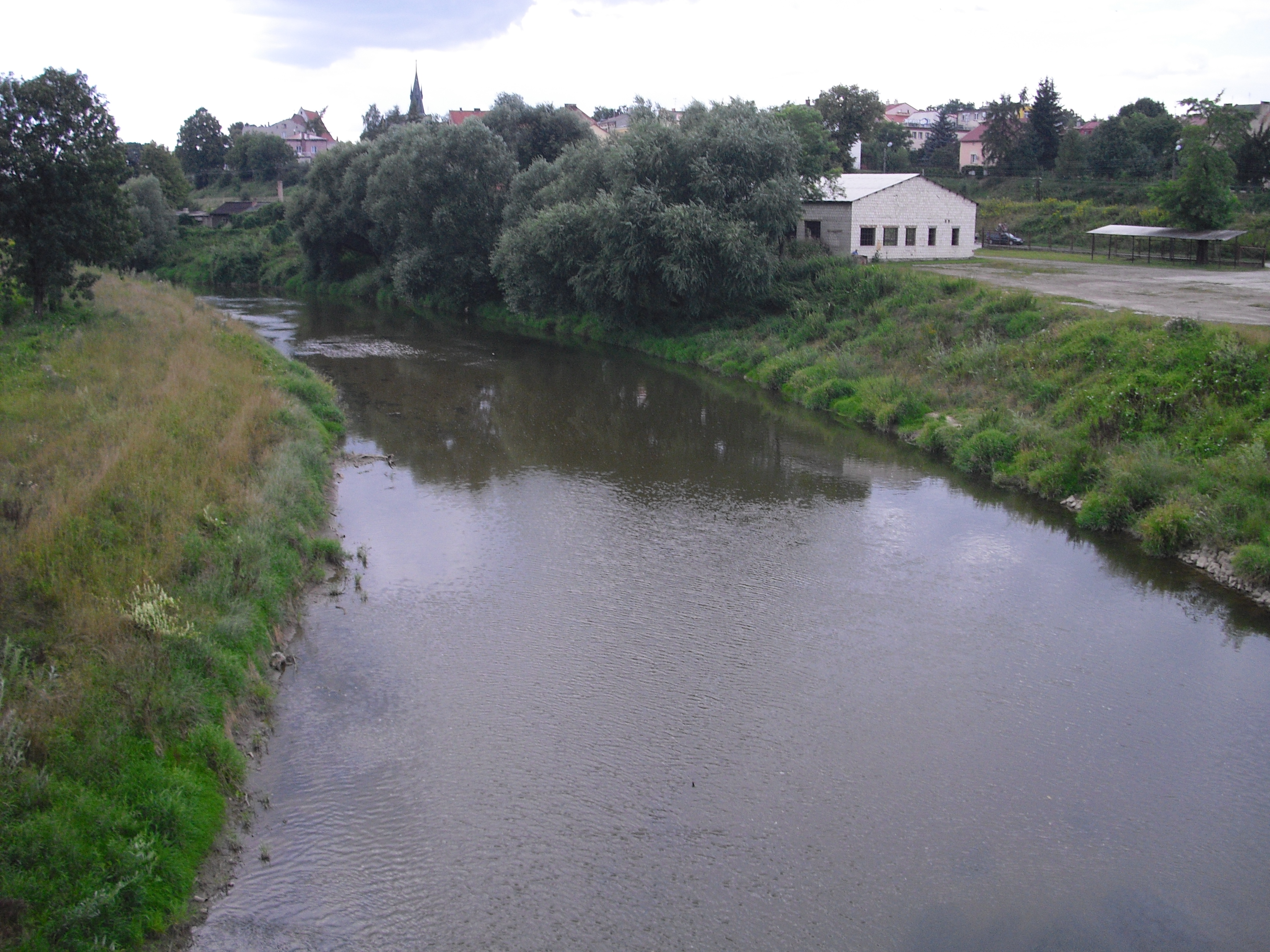
Wisłok w Strzyżowie
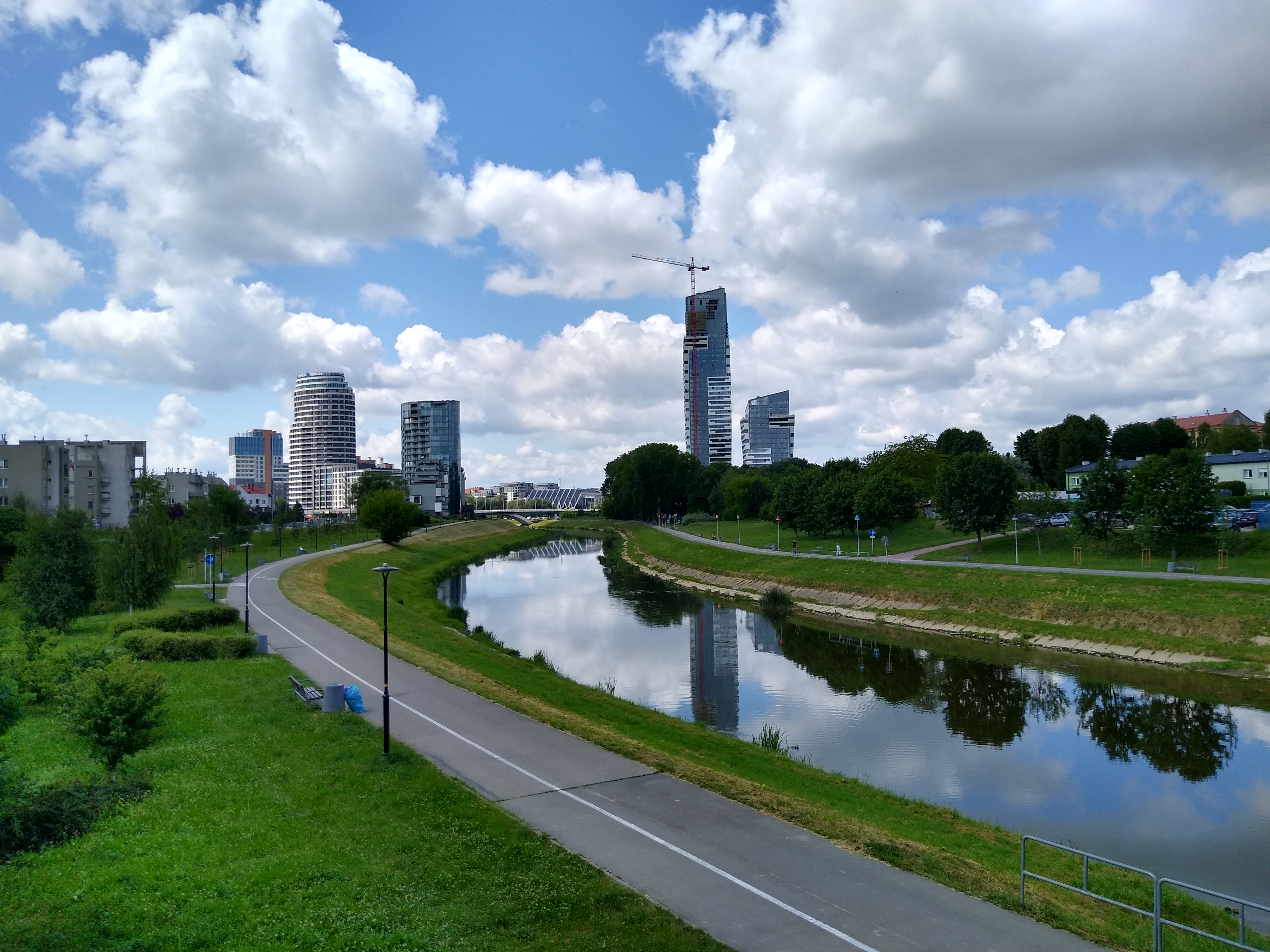
Wisłok w Rzeszowie
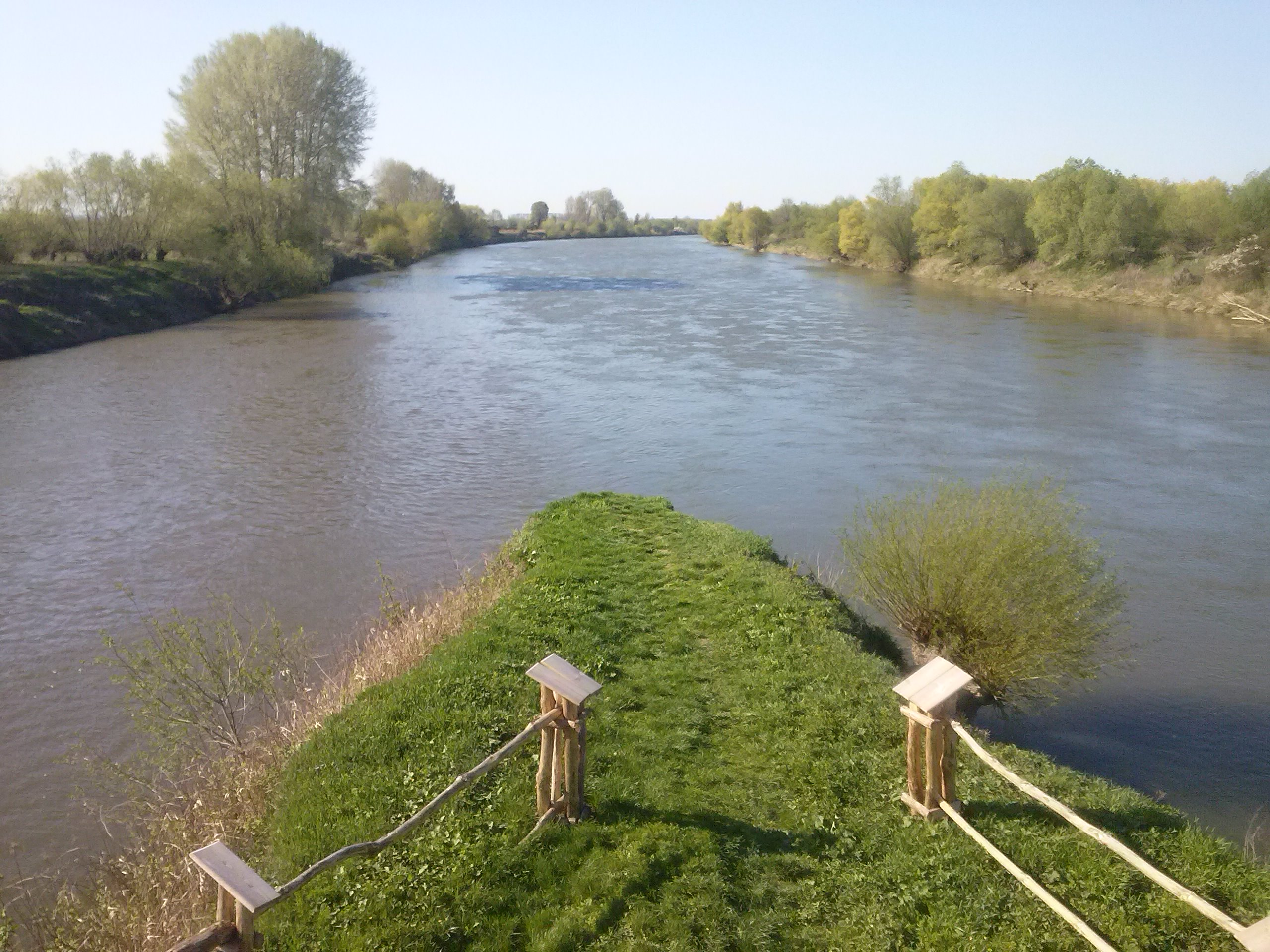
Ujście Wisłoka do Sanu w Głogowcu